# Indice K
L'indice K misura il disturbo della componente orizzontale del campo magnetico terrestre. È espresso attraverso un numero intero compreso fra 0 e 9, con i valori uguali o superiori a 5 che indicano l'occorrenza di una tempesta geomagnetica. È derivato dall'escursione massima delle fluttuazioni della componente orizzontale del campo magnetico terrestre, rilevate da un magnetometro in un intervallo di tre ore. La lettera 'K' ha origine dalla parola tedesca Kennziffer che significa "numero caratteristico" (la parte intera di un numero decimale) ed è stato introdotto da Julius Bartels nel 1938 e adottato dall'International Association for Terrestrial Magnetism and Electricity nel 1939 (divenuta, in seguito, l'International Association of Geomagnetism and Aeronomy, IAGA).

## Calcolo dell'indiceK
La scala K è quasi-logaritmica. Indicando con R l'escursione massima (o ampiezza picco-picco) delle fluttuazioni della componente orizzontale del campo magnetico terrestre, espresse in nanotesla (nT), la tabella di conversione tra R e K varia da osservatorio a osservatorio in modo da associare analoghi valori dell'indice K agli stessi eventi. Questo perché l'ampiezza delle fluttuazioni del campo magnetico terrestre dipende dalla latitudine magnetica, con osservatori posti a una latitudine elevata che rilevano fluttuazioni caratterizzate da un'ampiezza maggiore. Per fare degli esempi, perché una tempesta geomagnetica sia contraddistinta da un valore di K pari a 9, devono essere misurati valori di R pari a 1500 nT e 300 nT, rispettivamente, dagli osservatori di Qeqertarsuaq (in Groenlandia) e Honolulu (alle Hawaii). Gli intervalli orari di misura non sono arbitrari, ma sono otto giornalieri: 00:00–03:00, 03:00–06:00, ..., 21:00–24:00.
È stato anche introdotto un valore medio Kp, calcolato come media pesata dai valori misurati presso 13 osservatori posti a medie latitudini in entrambi gli emisferi, al termine di ciascun intervallo orario.

## L'indiceA

Relazione tra il valore dell'indice K e quello del parametro a.

L'indice A è stato introdotto per esprimere una media giornaliera dell'attività geomagnetica. Poiché K è determinato attraverso una calcolo logaritmico, una media tra gli 8 valori giornalieri non fornirebbe un dato significativo. Conseguentemente, è stata sviluppata una procedura che prima converte K nel parametro a scalato linearmente; il valore dell'indice A è quindi calcolato come media semplice dei valori a ottenuti per ciascun intervallo orario.
La tabella di conversione di K in a è la seguente:
| K | 0  | 0+ | 1− | 1  | 1+ | 2− | 2   | 2+  | 3−  | 3   | 3+  | 4−  | 4   | 4+  |
| a | 0  | 2  | 3  | 4  | 5  | 6  | 7   | 9   | 12  | 15  | 18  | 22  | 27  | 32  |
| K | 5− | 5  | 5+ | 6− | 6  | 6+ | 7−  | 7   | 7+  | 8−  | 8   | 8+  | 9−  | 9   |
| a | 39 | 48 | 56 | 67 | 80 | 94 | 111 | 132 | 154 | 179 | 207 | 236 | 300 | 400 |

## ScalaG
L'agenzia statunitense National Oceanic and Atmospheric Administration (NOAA) ha introdotto al termine degli anni novanta una scala di valutazione dell'intensità delle tempeste geomagnetiche (Geomagnetic Stroms scale o G-scale), eseguita analizzando i danni prodotti principalmente sui sistemi di generazione e distribuzione dell'energia elettrica, sulle telecomunicazioni e sui satelliti in orbita terrestre, e l'ampiezza ed intensità dei fenomeni atmosferici ad esse collegati (principalmente le aurore polari), in modo sostanzialmente analogo alla scala Mercalli per i terremoti.
Esiste una corrispondenza tra la Scala G e l'indice Kp.
| Scala | Livello  | Effetti | Effetti | Effetti | Valore equivalente dell'indice Kp | Frequenza media (1 ciclo = 11 anni)   | Occorrenze durante il XXIV ciclo solare (giorni) |
| Scala | Livello  | Reti elettriche | Satelliti artificiali | Altri sistemi | Valore equivalente dell'indice Kp | Frequenza media (1 ciclo = 11 anni)   | Occorrenze durante il XXIV ciclo solare (giorni) |
| ----- | -------- | --- | --- | --- | --------------------------------- | ------------------------------------- | ------------------------------------------------ |
| G1    | Debole   | Possono verificarsi delle deboli fluttuazioni nelle reti elettriche.                                                                                          | È possibile un minimo impatto sulle operazioni spaziali. | Da questo livello in sù, gli animali migratori ne sono influenzati; si verificano aurore alle alte latitudini geomagnetiche (superiori a 60°). | 5                                 | 1700 per ciclo (900 giorni per ciclo) | 256                                              |
| G2    | Moderato | Sbalzi di tensione possono verificarsi nei sistemi elettrici alle alte latitudini; tempeste di lunga durata possono causare danni nei trasformatori.          | Possono rendersi necessarie manovre per la correzione dell'assetto; possono verificarsi incrementi nella resistenza offerta dall'atmosfera che determinano perturbazioni più marcate sui satelliti in orbita terrestre bassa (LEO) | Viene disturbata la propagazione delle onde radio corte (HF); possono verificarsi aurore ad una latitudine geomagnetica di 55°. | 6                                 | 600 per ciclo (360 giorni per ciclo)  | 86                                               |
| G3    | Forte    | Possono risultare necessari interventi per la regolazione della tensione; i dispositivi di protezione possono dare falsi allarmi.                             | Alcuni componenti possono acquisire una carica superficiale; può risultare necessario eseguire manovre per il controllo dell'assetto; si verificano incrementi nella resistenza atmosferica in orbita terrestre bassa.             | Possono verificarsi disturbi intermittenti nelle comunicazioni con i sistemi satellitari di navigazione; propagazione intermittente delle onde radio corte; possono verificarsi aurore ad una latitudine geomagnetica di 50°. | 7                                 | 200 per ciclo (130 giorni per ciclo)  | 18                                               |
| G4    | Severo   | Possono verificarsi difficoltà nella gestione della tensione in maniera diffusa; i dispositivi di protezione potrebbero scollegare risorse chiave dalla rete. | I satelliti possono acquisire una carica superficiale; si manifestano problemi nel tracciamento; manovre per il controllo dell'assetto possono risultare necessarie per mantenere l'orientamento del satellite.                    | Correnti indotte negli oleodotti possono ridurre le misure di protezione catodica; propagazione sporadica delle onde radio corte; disturbi nelle onde radio lunghe (LF); degrado delle comunicazioni con i sistemi di navigazione satellitare che può protrarsi per ore; possono verificarsi aurore ad una latitudine geomagnetica di 45°.                                                                   | 8 - 9-                            | 100 per ciclo (60 giorni per ciclo)   | 9                                                |
| G5    | Estremo  | Ai problemi del livello precedente si somma la possibilità di black out e collasso di alcune reti elettriche; possibili danni ai trasformatori.               | I satelliti possono acquisire una carica superficiale in modo esteso; si manifestano problemi nel controllo d'assetto, nel tracciamento e nel telecontrollo (compreso l'uplink e il downlink dei dati).                            | Le correnti indotte negli oleodotti possono raggiungere un'intensità di centinaia di ampere; la propagazione delle onde radio corte può risultare impedita per uno o due giorni in molte aree, la propagazione di quelle lunghe per ore; il degrado delle comunicazioni con i sistemi di navigazione satellitare può protrarsi per giorni; possono verificarsi aurore ad una latitudine geomagnetica di 40°. | 9                                 | 4 per ciclo (4 giorni per ciclo)      | 0                                                |